# 島田政男
島田 政男（しまだ まさお、1957年5月6日 - ）は、NHKの元アナウンサー。

## 人物
埼玉県立春日部高等学校を経て早稲田大学卒業後、1981年入局。仙台局に赴任するまでに、1度も九州沖縄地方での勤務経験がないアナウンサーでもある。

## 嗜好・挿話
アナウンサーを目指した理由を、本人が｢NHKウイークリーステラ」（2015年11月20日号）で「大学1年の時にNHKのど自慢の本選に出場し、あおい輝彦の「Hi-Hi-Hi」を熱唱したが、鐘ひとつ。歌手を諦め、司会者を目指すきっかけになった」と記している。

## 過去の担当番組
室蘭放送局時代
- 夕べのひととき
- FMリクエストアワー
- いきいきわがまち

ラジオセンター時代
- ここはふるさと 旅するラジオ 進行役（不定期ローテーション、隔週交代で金曜日のセレクション放送も担当）
- 昭和歌謡ショー ディスクジョッキー（徳島異動後も継続して担当したが、2012年末で降板）

## 関連
- 小寺康雄
- 室蘭・北海道・徳島・四国・秋田